# Cryptotis venezuelensis
Cryptotis venezuelensis — гризун із роду Cryptotis, ендемік північної Венесуели, де він мешкає в хмарних лісах, розташованих на висоті від 2100 до 2238 метрів над рівнем моря. Це вид Cryptotis середнього розміру з довжиною від голови до крижа 72–84 мм, хвостом 33–34 мм і вагою 9–11 г. Шерсть на спині темно-сіра, а на череві більш бліда. Його видова назва, venezuelensis, на латині означає «венесуельський».